# Humberto (orkaan)
Orkaan Humberto was de achtste storm, derde orkaan en de tweede orkaan van categorie 3 of hoger van het Atlantisch orkaanseizoen 2019.

## Verloop
Op 27 augustus 2019 bewoog een tropische golf van de kust van Afrika af. Lange tijd was deze golf niet goed georganiseerd. Toen de tropische golf zich boven de Turks- en Caicoseilanden bevond op 12 september, ontstond er een lagedrukgebied. Later die dag kreeg dit de status van potentiële tropische cycloon, door het gevaar aan de Bahama's, dat anderhalve week eerder hevig geraakt werd door orkaan Dorian, en kreeg het het nummer 9 toegewezen.
Op 13 september werd potentiële tropische cycloon 9 een tropische depressie en 6 uur later een tropische storm, die de naam Humberto kreeg toegewezen. Humberto bewoog richting het noordwesten en over de Bahama's, terwijl hij langzaam in kracht toenam. Op 15 september werd hij een orkaan en maakte hij een bocht naar het noordoosten. Door warme zeetemperaturen begon Humberto nu sneller in kracht toe te nemen en ontstond er een oog. Op 19 september piekte Humberto als een majeure orkaan van categorie 3 met windsnelheden van 125 mph (205 km/h) en een luchtdruk van 950 mbar.
Koudere zeetemperaturen, droge lucht en windschering brachten na deze piek snel een eind aan Humberto. Op 20 september was er geen convectie meer en was Humberto een extratropische cycloon geworden. Later op die dag werd Humberto geabsorbeerd door een ander lagedrukgebied.